# قائمة الشذوذات الجنسية
الشذوذ الجنسي أو البارافيليا (بالإنجليزية: paraphilia) هو الولع الجنسي بأشياء أو مواقف، أو أفراد بشكل غير نمطي ومألوف. رسمت الجمعية الأمريكية للطب النفسي، في دليلها التشخيصي والإحصائي (الطبعة الخامسة) الحدود المميزه بين البارافيليا (التي تصفها بأنها ولع جنسي غير نمطي) واضطرابات البارافيليا (والتي تتطلب بالإضافة إلى ذلك وجود معاناة وعطب وظيفي). بعض الشذوذات (البارافيليا) لديها أكثر من مصطلح لوصفها، وبعض المصطلحات تتداخل مع غيرها.
جمع أنيل أغروال (Anil Aggrawal) في كتابه عام 2009، قائمة من 547 مصطلح تصف الاهتمامات الجنسية الشاذة. غير أنه حذر من أنه «ليس بالضرورة أن توجد جميع هذه الشذوذات في الأوساط الإكلينيكية، ليس لأنها غير موجوده، ولكن لأن بعضها غير ضار، وبالتالي فإنه لن يتم إخطار الأطباء بها، ومثل الحساسية، فإن الإثارة الجنسية قد تحدث بسبب أي شيء تحت الشمس، بما في ذلك الشمس.» (كناية عن امكانية شحن أي فكرة أو عنصر أو شخص بأفكار جنسية وبالتالي الوصول للنشوة من خلاله)

## الشذوذات الجنسية
| اسم الشذوذ            | محل الاهتمام الجنسي                                                                                           |
| --------------------- | --- |
| اشتهاء المعاقين       | الإنجذاب الجنسي لغير القادرين على الحركة                                                                      |
| اشتهاء المبتورين      | الانجذاب الجنسي للمبتورين                                                                                     |
| اشتهاء التماثيل       | الانجذاب الجنسي للتماثيل.                                                                                     |
| التلذذ بالألم         | التلذذ الجنسي بالألم لا سيما المناطق الجنسية ويختلف عن المازوخية في التمثيل البيولوجي وإمكانية ايقاعه بالذات. |
| الولع بالاختناق       | اختناق يجريه الفرد على نفسه ويدنو أحياناً إلى حد فقدان الوعي                                                   |
| سادية ضد الحيوان      | إيقاع الألم بالحيوان أو حب مشاهدته وهو يتألم                                                                  |
| بهيمية                | الانجذاب للحيوانات                                                                                            |
| فيتيشية البلل والفوضى | الانجذاب لعدم النظام وعدم الترتيب والانغماس في الوحل أو رمي الفطائر                                           |
| شهوة التلصص           | التلصص على شخصين أثناء الجماع بدون علمهما                                                                     |
| الولع بالبول          | التبول في مكان عام أو أن يتبول عليه أحد                                                                       |
| فتيشية الشعر          | الولع بالشعر                                                                                                  |
| الولع بالنوم          | اشتهاء النائمين                                                                                               |
| سادية                 | إيقاع الألم بالغير                                                                                            |
| فيتيشية الأقدام       | الولع بالأقدام                                                                                                |
| الولع بالنار          | الولع بإضرام النار                                                                                            |
| استعرائية             | استعراض الأعضاء الجنسية                                                                                       |
| غلمانية               | اشتهاء الأطفال                                                                                                |
| الشبق الاجتزائي       | اشتهاء أي مكان بالجسم                                                                                         |
| غلمة الروائح          | الولع بروائح الجسد                                                                                            |
| فتيشية لعق العين      | حب لعق العين وغيرها من النشاطات المتعلقة بالعين                                                               |
| جماع الأموات          | اشتهاء الأموات                                                                                                |
| فيتيشية الأنف         | حب الأنف |
| الولع بالحكاية        | حكاية قصص جنسية وعبارات جنسية                                                                                 |
| فتيشية الثدي          | الولع الشديد بالثدي                                                                                           |
| الولع بالآلات         | الآلات مثل السيارات                                                                                           |
| كرونوفيليا            | الأشحاص المختلفون بشكل واسع مع سن الشخص                                                                       |
| ماسوشية               | حب الألم والإذلال الواقع عليه من طرف آخر                                                                      |
| فتيشية الآباط         | الولع بالآباط                                                                                                 |
| اشتهاء العمالقة       | اشتهاء العمالقة                                                                                               |
| الولع بالحقن الشرجية  | الحقن الشرجية                                                                                                 |
| الولع بالدموع         | حب الدموع |
| الولع بالأشجار        | الانجذاب للأشجار                                                                                              |
| الولع بالبراز         | البراز |
| الولع بالتقيؤ         | التقيؤ |
| الولع بالضراط         | الضراط |